# Famille Mussatti
 (juillet 2024).
La famille Mussatti  est une famille patricienne de Venise, originaire de Padoue.

## Historique
La famille est agrégée à la noblesse padouane en 1626, tandis que des documents de 1608, du doge Pietro Grimani en 1748 et du doge Alvise Giovanni Mocenigo en 1773 leur attribuent le titre de comtes.
Elle est agrégée à la noblesse de Venise, le 28 juillet 1776.
Une Résolution Souveraine du gouvernement impérial autrichien confirma leur appartenance à la noblesse padouane le 24 juillet 1820.

## Armes
Les armes des Mussatti  se blasonnent ainsi : parti d'or et d'azur.